# Posadowo (Nowy Tomyśl)
Pour les articles homonymes, voir Posadowo.
Posadowo (prononciation : [pɔsaˈdɔvɔ]) est un village polonais de la gmina de Lwówek dans le powiat de Nowy Tomyśl de la voïvodie de Grande-Pologne dans le centre-ouest de la Pologne.
Il se situe à environ 4 kilomètres au nord-est de Lwówek (siège de la gmina), à 18 kilomètres au nord de Nowy Tomyśl (siège du powiat) et à 47 kilomètres à l'ouest de Poznań (capitale régionale).

## Histoire
De 1975 à 1998, le village faisait partie du territoire de la voïvodie de Poznań.

Depuis 1999, Posadowo est situé dans la voïvodie de Grande-Pologne.
Le village possède une population de 297 habitants.